# Kakadu żółtolica
Kakadu żółtolica (Cacatua sulphurea) – gatunek średniej wielkości ptaka z rodziny kakaduowatych (Cacatuidae). Zamieszkuje wyspy Indonezji: Timor, Celebes, Flores, Butung oraz inne mniejsze wyspy wchodzące w skład Archipelagu Sundajskiego.

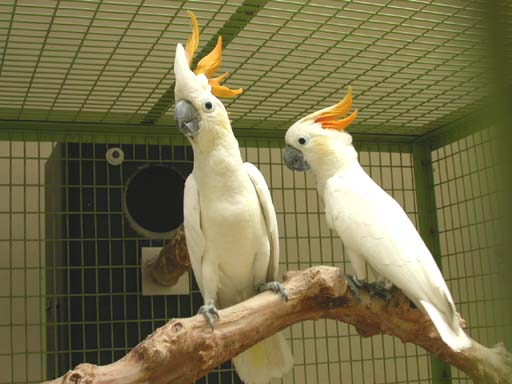
Podgatunek C. sulphurea citrinocristata

## Podgatunki i zasięg występowania
Obecnie wyróżnia się cztery podgatunki C. sulphurea:
- kakadu żółtolica[4] (C. sulphurea sulphurea) (J. F. Gmelin, 1788) – Celebes i sąsiednie wyspy
- C. sulphurea abbotti (Oberholser, 1917) – wyspa Masalembu (Morze Jawajskie)
- C. sulphurea parvula (Bonaparte, 1850) – Sumbawa do Timoru (Małe Wyspy Sundajskie)
- kakadu cytrynowoczuba[4] (C. sulphurea citrinocristata) (Fraser, 1844) – Sumba (Małe Wyspy Sundajskie)

## Morfologia
Jest mniejsza od innych kakadu i nie tak hałaśliwa. Długość ciała do 33 cm, osiąga masę ciała 308–380 g. Ma czarny dziób i nogi, brązową tęczówkę i żółty grzebień (u podgatunku citrinocristata przechodzący w pomarańczowy).

## Ekologia i zachowanie
Gatunek ten zamieszkuje lasy (w tym zimozielone, wilgotne liściaste, monsunowe i półzimozielone), obrzeża lasu, zarośla i tereny rolnicze do 500 m n.p.m. na Celebesie i 800 m n.p.m. (czasami 1500 m n.p.m.) na Małych Wyspach Sundajskich. Na Celebesie jest to ptak lesistej sawanny i bardziej otwartych siedlisk, nie występuje w lesie pierwotnym.
W środowisku naturalnym żywią się nasionami, owocami, pędami roślin, w tym krzewów. W niewoli podaje im się mieszankę dla papug kupowaną w sklepie zoologicznym, nasiona słonecznika, pszenicę, owies, owoce i zielonki.
Samica znosi 2–3 białe jaja, które wysiaduje przez 28 dni na zmianę z samcem. Pisklęta opuszczają gniazdo po około 3 miesiącach.
Jest bardzo przyjaznym ptakiem. Osobniki tego gatunku szybko się oswajają i przywiązują do swojego opiekuna. Często chorują.

## Status i zagrożenia
Międzynarodowa Unia Ochrony Przyrody (IUCN) od 2000 roku uznaje kakadu żółtolicą za gatunek krytycznie zagrożony (CR – critically endangered); wcześniej miała ona status gatunku zagrożonego (od 1988 roku T – threatened, od 1994 roku EN – endangered). Liczbę dorosłych osobników w naturze szacuje się na 1000–2499, a trend liczebności uznaje się za spadkowy. Największe populacje żyją na Sumbie i Komodo. Na niektórych wyspach gatunek ten wymarł, na większości innych jest bliski wymarcia.
Gatunek ten odnotował gwałtowne spadki liczebności, zwłaszcza w ostatnim ćwierćwieczu XX wieku, wskutek nadmiernego odłowu w celu sprzedaży jako ptak klatkowy. Na niektórych wyspach nielegalny odłów trwa nadal, na innych (np. na Sumbie) udało się go znacząco zredukować. Spadki liczebności przyśpieszyła prowadzona na dużą skalę wycinka drzew i wylesianie. Przynajmniej dawniej ptak ten był uważany za szkodnika upraw i w konsekwencji prześladowany.